# Michael Dickson
Michael Dickson (Sydney, 4 gennaio 1996) è un giocatore di football americano australiano che milita nel ruolo di punter per i Seattle Seahawks della National Football League (NFL).

## Carriera universitaria
Dickson al college giocò a football con i Texas Longhorns dal 2015 al 2017. Nell'ultima annata vinse il Ray Guy Award e fu premiato unanimemente come All-American. Fu inoltre premiato come miglior giocatore del Texas Bowl 2017. Alla fine di dicembre 2017 annunciò che avrebbe rinunciato all'ultimo anno di college per passare tra i professionisti.

## Carriera professionistica
Dickson fu scelto nel corso del quinto giro (149º assoluto) del Draft NFL 2018 dai Seattle Seahawks. Con le sue prestazioni nell'estate 2018 superò la concorrenza del veterano Jon Ryan conquistando il posto di punter titolare. Nell'ottavo turno contro i Detroit Lions avrebbe dovuto subire una safety nella end zone ma vide un'apertura nella difesa avversaria e corse conquistando un primo down. In quella gara tenne una media di 49,5 yard per punt, venendo premiato come miglior giocatore degli special team della NFC della settimana. Alla fine di novembre fu premiato come giocatore degli special team della NFC del mese in cui mantenne una media 47,4 yard nette su 16 punt. Ne piazzò inoltre 5 nelle 20 yard avversarie, inclusi 4 nella gara contro i Los Angeles Chargers. A fine stagione fu inserito nel First-team All-Pro e convocato per il suo primo Pro Bowl, il primo punter rookie selezionato per l'evento dal 1985. Fu inoltre il primo punter di Seattle chiamato da Rick Tuten nel 1994.
Nel secondo turno della stagione 2020 Dickson fu premiato come giocatore degli special team della settimana dopo avere calciato 4 punt a una media di 50 yard, tutti dentro le 20 yard avversarie, nella vittoria sui New England Patriots. Ottenne lo stesso riconoscimento nella settimana 15 quando nella vittoria contro il Washington Football Team calciò 4 punt tutti nelle 20 yard avversarie.
Dickson calciò un record in carriera di 83 volte per 3.895 yard nella stagione 2021, a una media di 46,9. I suoi 40 punt nelle 20 yard avversarie furono il massimo della lega quell'anno e il decimo risultato nella storia della NFL.
Nel 2022 Dickson calciò 66 volte a una media di 48,47 yard nette.
Nella stagione 2023 Dickson stabilì un nuovo primato personale con 50,0 yard medie per punt.
Il 10 giugno 2025 Dickson firmò un nuovo contratto quadriennale del valore di 16,2 milioni di dollari che lo rese il punter più pagato della lega.

## Palmarès
- Convocazioni al Pro Bowl: 1

2018
- First-team All-Pro: 1

2018
- Giocatore degli special team della NFC del mese: 1

novembre 2018
- Giocatore degli special team della NFC della settimana: 3

8ª del 2018, 2ª e 15ª del 2020
- PFWA All-Rookie Team - 2018
- 50 migliori giocatori del 50º anniversario dei Seahawks